# Éminence thénar
« Thénar » redirige ici. Pour l’article homophone, voir Thénard.
L’éminence thénar est une saillie musculaire arrondie à la partie antéro-supérieure de la main, sous le pouce.
Elle est constituée de quatre muscles, cités de la profondeur à la superficie :
- le muscle adducteur du pouce, innervé par le nerf ulnaire, permettant l'adduction du pouce ;
- le muscle court fléchisseur du pouce, innervé dans sa partie superficielle par le nerf médian et dans sa partie profonde par le nerf ulnaire, permettant la flexion et l'adduction du pouce ;
- le muscle opposant du pouce, innervé par le nerf médian, amenant le pouce en opposition des autres doigts ;
- le muscle court abducteur du pouce, innervé par le nerf médian, permettant l'abduction et la rotation médiale du pouce.